# Karl Mihm
Karl Mihm (né le 29 juillet 1934 à Melsungen ; mort le 12 juillet 2021) était un Hesse Homme politique (CDU) et député du Hessischer Landtag.

## Formation et profession
Après l'école primaire et le certificat d'études secondaires, Karl Mihm a fait un apprentissage de commerçant en gros à l'école professionnelle de commerce. Depuis 1957, il était à son compte à Malsfeld. Il était marié et avait un enfant.

## Politique
Mihm était membre de la CDU depuis 1960 et y a occupé différents postes au sein du comité directeur. À Malsfeld, il était représentant de la commune et adjoint depuis 1960. Il fut membre du conseil d'arrondissement de l'arrondissement de Melsungen et y présida le groupe parlementaire de 1964 à 1968. Depuis 1968, il était adjoint à l'arrondissement de Melsungen et plus tard à l'arrondissement de Schwalm-Eder. Le 4 novembre 1980, il remplaça Bernhard Jagoda au Landtag de Hesse et quitta ses fonctions le 30 novembre 1982.

## Honneurs
Karl Mihm a reçu en 2005 le Ordre du Mérite de Hesse sur ruban.

## Littérature
- Parlement de Hesse 1946-1986 |page=333-334
- Jochen Lengemann : MdL Hessen. 1808-1996. Index biographique (= Histoire politique et parlementaire du Land de Hesse. Vol. 14 = Veröffentlichungen der Historischen Kommission für Hessen. Vol. 48, 7). Elwert, Marburg 1996,  (ISBN 3-7708-1071-6), p. 264.